# TV Волка
TV Волка (лат. TV Lupi) — одиночная переменная звезда в созвездии Волка на расстоянии (вычисленном из значения параллакса) приблизительно 8367 световых лет (около 2565 парсеков) от Солнца. Видимая звёздная величина звезды — от +16,5m до +14,2m.

## Характеристики
TV Волка — красная пульсирующая полуправильная переменная звезда (SR:) спектрального класса M. Эффективная температура — около 3282 K.